# 리안시 (야구 선수)
리안시(중국어: 李安熙, 병음: Lǐ Ānxī, 한자음: 이안희, 1964년 11월 10일 ~ )은 중화 직업봉구 대연맹 웨이취안 드래건스의 투수이다.